# Maselekwane Modjadji
Pour les articles homonymes, voir Modjadji.
Maselekwane Modjadji I est la première reine de la pluie des Lovedu en Afrique du Sud. Elle règne de 1800 à 1854. Après son suicide rituel, Masalanabo Modjadji II, sa fille, lui succède.
Maselekwane était la fille de Mugodo, chef de la Kranga et princesse Dzungundini.
Elle aurait vécu dans un isolement complet, au fond de la forêt où elle pratiquait des rituels secrets pour faire pleuvoir. Maselekwane s’est suicidée lors d'un rituel, en ingérant du poison en 1854. Elle est considérée comme une intermédiaire entre son peuple, les ancêtres royaux et la déesse de la pluie.

## Origine
Maselekwane est une descendante directe de la maison royale de Monomotapa qui a régné sur le peuple Karanga, dans l’actuel Zimbabwe, dans les années 1400-1500. Le royaume de Monomotapa a été un royaume prospère et son peuple a supervisé la construction des ruines du Zimbabwe. À la fin des années 1500, la famille royale a connu une crise lorsque le fils et la fille du roi ont eu une liaison incestueuse et ont conçu un enfant illégitime. Le roi a été forcé de bannir sa fille du royaume et elle s’est enfuie vers le sud dans ce qui est aujourd’hui le Limpopo, en Afrique du Sud.
Au cours des deux siècles suivants, un royaume a finalement été établi dans la région que aujourd’hui connue sous le nom de Bolobedu. Au cours de la dernière partie des années 1700, le chef Mukoto est averti par des esprits ancestraux dans un rêve ou une apparition que tous ses fils complotent pour l’assassiner et/ou le renverser et que la solution à son destin imminent est de faire tuer tous ses fils, puis d’épouser et de mettre enceinte sa fille, la princesse Dzungundini. Ce faisant, ils lui ont assuré que le nouvel héritier de son trône serait une reine ayant le pouvoir sur les précipitations et donc une dynastie de femmes. C'est ainsi que le royaume a été fondé.
Après avoir épousé son père, la reine Dzungundini a donné naissance à un fils qui a été étranglé alors qu’il était bébé par son père. Le deuxième enfant est une fille qu’ils ont nommée Maselekwane. Elle a également été appelée Modjadji, « souveraine du jour », et le titre a été utilisé pour toutes les prochaines reines. Elle a vécu entre 1729 et 1849.

## Histoire
La reine Modjadji règne sur un royaume relativement petit. Cependant, elle est vénérée par des gens bien au-delà de son petit royaume. Selon la légende, le roi Chaka a laissé sa tribu intacte, bien qu’il a conquis la plupart des tribus voisines. Chaka vénère ses talents de faiseuse de pluie et l’appelle une « femme à quatre seins qui était la faiseuse de pluie des faiseurs de pluie ». Il avait l’habitude d’envoyer du bétail noir à Modjadji Ire pour lui rendre hommage. Le roi Moshoeshoe Ier du Lesotho, les rois d'Eswatini et beaucoup d’autres en Afrique australe lui ont rendu hommage pour apporter la pluie.
Pendant son règne, elle a eu au moins deux enfants, Masalanabo Modjadji II et la princesse Leakhali.
En 1854, elle se suicide rituellement afin de faire passer son esprit pour résider dans la prochaine reine de la pluie et pour augmenter son pouvoir de pluie.